# فهد الجوير
فهد الجوير هو زعيم تنظيم القاعدة في السعودية منذ اغسطس 2005 و حتى 28 فبراير 2006 و هو من قاد تفجير مصفاة بقيق النفطية و ورد إسمه ضمن قائمة المطلوبين ال36 لوزارة الداخلية السعودية و قتل في اشتباكات مع الأمن في شرق العاصمة الرياض 